# Stadtkirche Eibenstock

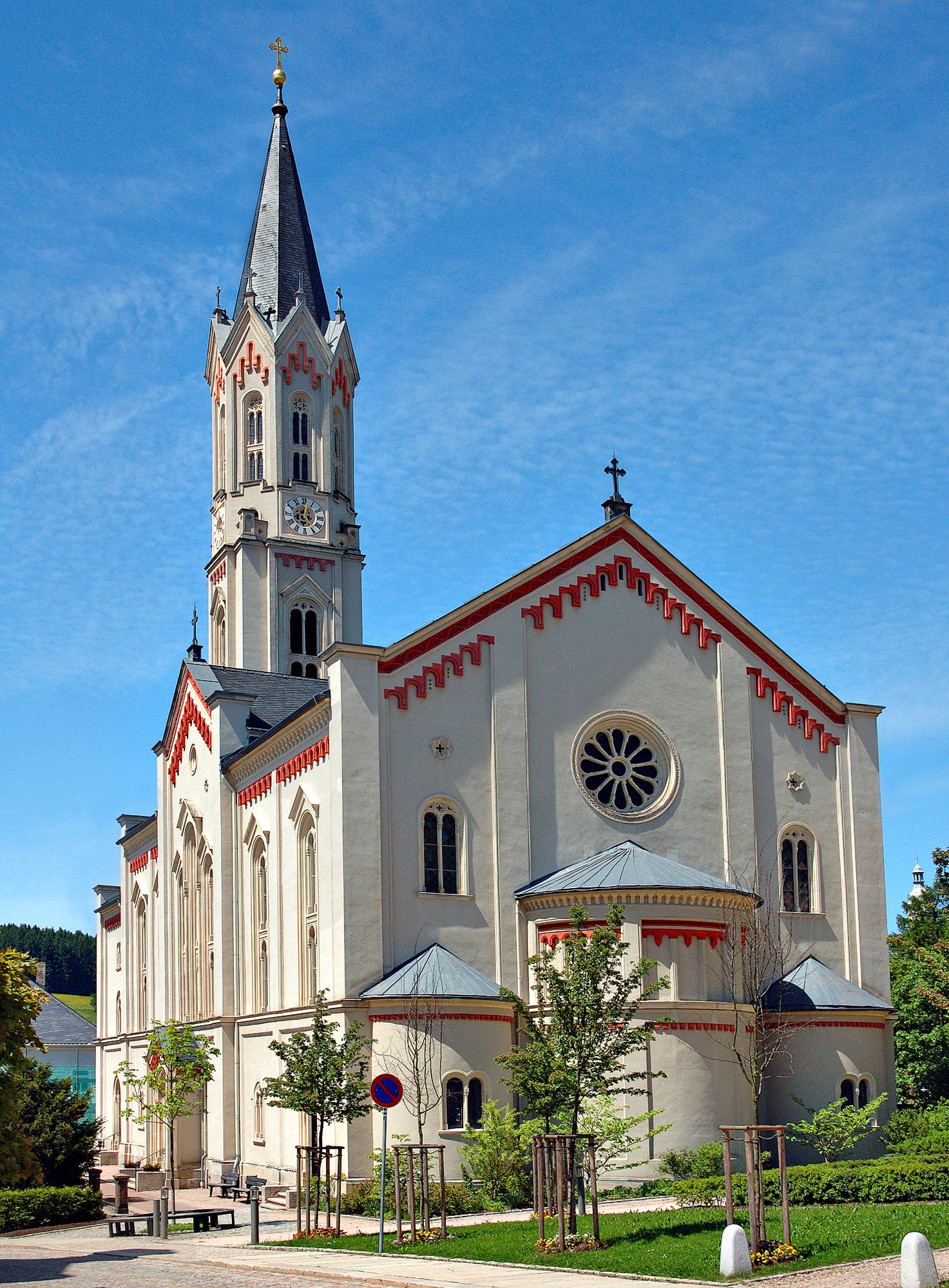
Stadtkirche Eibenstock

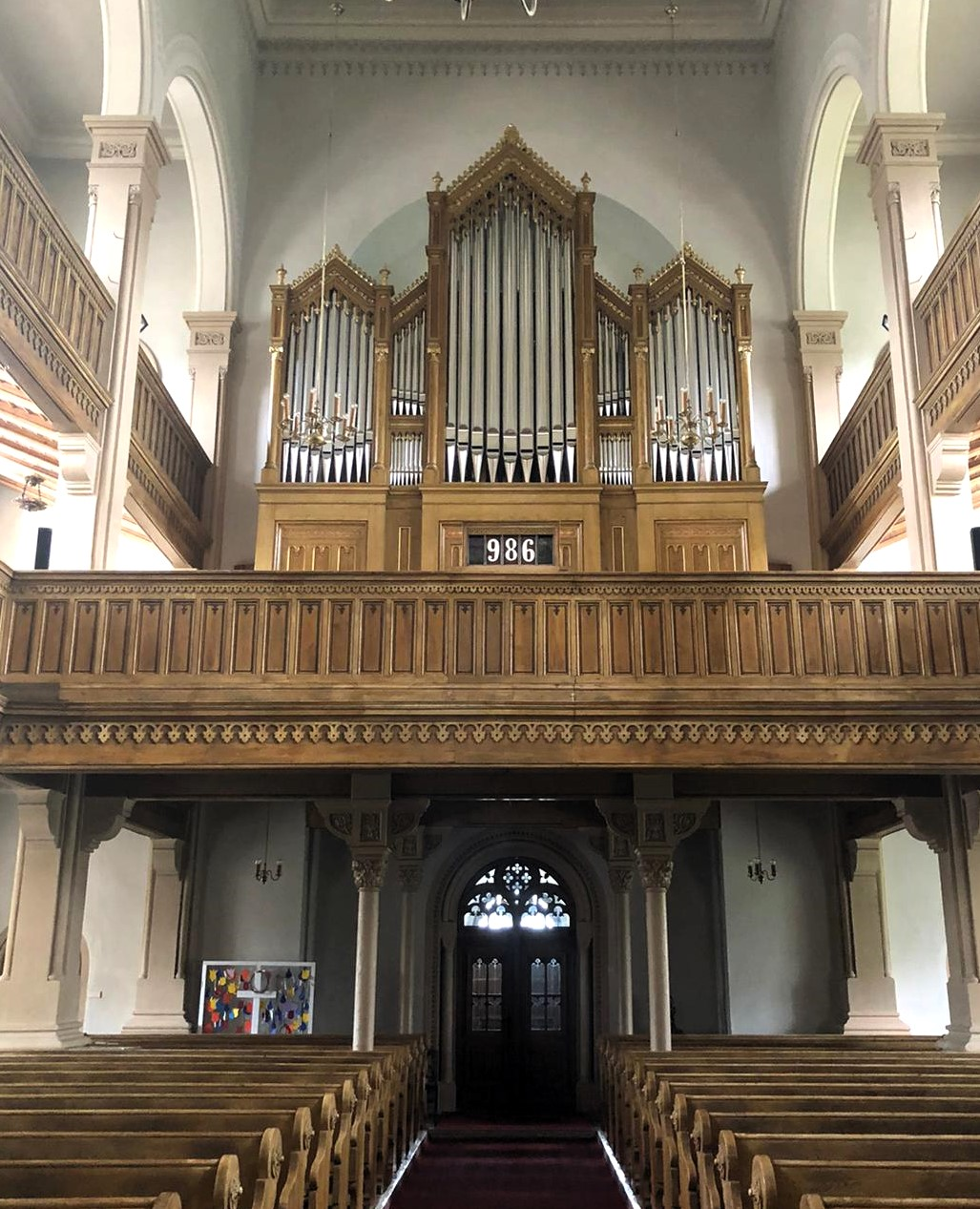
Kreutzbach-Orgel

Die evangelische Stadtkirche Eibenstock ist eine neuromanische Hallenkirche in Eibenstock im Erzgebirgskreis in Sachsen. Sie gehört zur Kirchengemeinde Eibenstock-Carlsfeld im Kirchenbezirk Aue der Evangelisch-Lutherischen Landeskirche Sachsens.

## Geschichte und Architektur
Die stattliche neuromanische Hallenkirche wurde an Stelle der beim Brand im Jahr 1862 zerstörten Kirche St. Oswald aus der Mitte des 16. Jahrhunderts auf einer gemauerten Terrasse in den Jahren 1864–68 neu erbaut. Der Plan wurde von Oskar Sommer aus Dresden entwickelt; die Ausführung erfolgte durch Karl August Tannert aus Hainewalde und Ernst Gerischer aus Eibenstock. Restaurierungen erfolgten in den Jahren 1954 (innen) und 1989–97 (außen und innen).
Das Bauwerk ist ein Putzbau mit eingezogenem, gerade geschlossenem Chor und Apsis, mit auf beiden Seiten angegliederten halbrunden Emporentreppenhäusern. Der dominante Westturm ist in den Untergeschossen quadratisch, das schlanke Obergeschoss oktogonal mit hohem Pyramidendach und flankierenden Treppenhäusern ausgebildet.
Im Innern ist das Bauwerk eine flachgedeckte dreischiffige Hallenkirche. Doppelemporen sind in den Seitenschiffen zwischen die Pfeiler eingespannt. Das große Wandgemälde in der gewölbten Apsis zeigt eine Darstellung der Auferstehung Christi und wurde im Jahr 1868 durch David Simson aus Dresden ausgeführt. Darüber ist die Rosette mit einer Darstellung des triumphierenden Christus im Kreis der zwölf Apostel angeordnet.

## Ausstattung
Die polygonale Holzkanzel zeigt in den Füllungen die Schnitzfiguren Christi und der Evangelisten und ist ein Werk von Richard Petzold und A. K. Liebhold und wurde wie auch das Gestühl und der Orgelprospekt nach Entwürfen von Karl August Tannert ausgeführt. Die Sandsteintaufe und die Orgel stammen von 1868. Aus dem Vorgängerbauwerk sind eine tulpenförmige Holztaufe mit derbem Blattwerkschmuck aus der Zeit um 1800 erhalten. Eine Schnitzfigur des heiligen Oswald stammt vom Anfang des 16. Jahrhunderts, ein lebensgroßes Holzkruzifix in der Eingangshalle wurde etwa gleichzeitig geschaffen.
Die Orgel ist ein Werk von Urban Kreutzbach aus dem Jahr 1868 mit heute 36 Registern auf zwei Manualen und Pedal, das zuletzt in den Jahren 2011–2014 von Orgelbau Groß restauriert wurde.

## Friedhof
An den gegenüberliegenden Außenwänden der Totenhalle und der Kapelle des Friedhofs (Schneeberger Straße) liegen zwei große Eisengrabplatten für Andreas und Friedrich Siegel († 1674 und 1694) mit Engelsfiguren und Familienwappen, die als qualitätvolle einheimische Kunstgussarbeiten gewürdigt werden.